# Дилл, Джон Грир
Сэр Джон Грир Дилл (англ. Sir John Greer Dill) или просто Джон Грир (25 декабря 1881 — 4 ноября 1944) — британский военачальник, фельдмаршал (1941 год).

## Происхождение
Родился в Ирландии, сын банковского служащего и иммигрантки из США. Окончил Челтенхэм-колледж, Королевскую военную академию в Сандхёрсте (1901).

## Начало военной службы
В британской армии с 1901 года. Служил в Ленстерском принца Уэльского пехотном полку, участвовал в Англо-бурской войне. С 1902 года был помощником полкового адъютанта, с 1906 года — полковым адъютантом. В 1914 году окончил штабной колледж в Кемберли.

## Первая мировая война
Всю Первую мировую войну провёл во Франции в составе Британских Экспедиционных Сил. Был начальником штаба и командиром 25-й пехотной бригады в составе 8-й пехотной дивизии. За войну 8 раз упоминался в приказах об отличиях, опубликованных в печати, награждён орденом.

## Между мировыми войнами
С 1919 года преподавал в штабном колледже в Кемберли. С 1922 года — командир Уэльской пехотной бригады, в 1926 году вновь преподавал в Кемберли. С 1930 года служил в Британской Индии, начальник штаба Западного командования. С января 1931 года был начальником Штабного колледжа в Кемберли. С 1934 года — начальник оперативного управления Военного министерства. С сентября 1936 года командовал британскими войсками в Палестине, подавлял Арабское восстание 1936-1939. С октября 1937 года командовал Алдершотским военным лагерем, был генерал-адъютантом Его Величества. В 1937 году пожалован в рыцари.

## Вторая мировая война
С началом Второй мировой войны (сентябрь 1939 года) назначен командующим 1-м армейским корпусом во Франции. Незадолго до Французской кампании 23 апреля 1940 года стал заместителем начальника, а уже 27 мая, в дни боев с германскими войсками — начальником Имперского Генерального штаба. Сосредоточил основные усилия на подготовке к обороне Британских островов и ведению боевых действий в колониях и на второстепенных военных театрах. После поражений в Греческой операции и в Северной Африке был снят с поста, хотя все политические решение о проведении операций принимал премьер-министр Уинстон Черчилль.
В декабре 1941 года участвовал в Вашингтонской союзной конференции, после которой остался главой британской военной миссии при Объединённом штабе союзников в США. Сыграл исключительно важную роль в военно-политическом сотрудничестве США и Англии в годы войны, через него проходила как подготовка принятия важнейших решений, так и вопросы ленд-лиза, стратегического взаимодействия войск и т. д. Участник союзных конференций в Касабланке, в Каире, в Тегеране.
Скончался в американском военном госпитале в Вашингтоне, похоронен с воинскими почестями на Арлингтонском национальном кладбище.

## Воинские звания
- 1901 — второй лейтенант
- 1903 — лейтенант
- 1911 — капитан
- 1916 — майор
- 1917 — подполковник (лейтенант-полковник)
- 1920 — полковник (как временное имел это звание с 1918 года)
- 1928 — бригадир
- 1930 — генерал-майор
- 1936 — генерал-лейтенант
- 1939 — генерал (с исчислением срока нахождения в должности с 1937)
- 1941 — фельдмаршал

## Награды

### Британские награды
- Рыцарь Большого Креста ордена Бани (1942)
- Командор ордена Святого Михаила и Святого Георгия (1918)
- Рыцарь-командор ордена Бани (1937)
- Кавалер Ордена Бани (1928)
- Орден За выдающиеся заслуги (1915)
- Викторианская военная медаль
- Британская военная медаль

### Иностранные награды
- Офицер ордена Почётного Легиона (Франция)
- Военный Крест 1914—1918 (Франция)
- Кавалер Большого Креста ордена Святого Олафа (Норвегия, 1943)
- Орден «Возрождение Польши» I класса (Польша, 1941)
- Офицер ордена Короны Румынии (Румыния)
- Медаль безупречной службы (США, 1944, посмертно)